# Fedot Alekseyev Popov
Fedot Alekseyvich Popov,  nativo da cidade de Jolmogory,  tem sua data de nascimento e morte um dado desconhecido. Foi um navegador russo que ficou conhecido por ser o primeiro a fazer uma expedição europeia através do Estreito de Bering, junto com Semion Dezhniov.

## Trajetória
Conhecido apenas como Fedot Alekseyv, atuou uma parte da sua vida como agente comercial da Alekséi Usov, dono de uma das principais agências de comércio de Moscou. 
Em sua trajetória, Fedot foi para a Sibéria em 1639, viajando para o leste, atravessou as cidades Tobolsk, Tomksk e Yeniseik ate 1641. Neste mesmo ano, cerca de cem homens se juntaram a ele por ordem de Ivan Rebrov, subindo o Rio Olenvok sentido oeste. Deste mesmos, 29 entraram sob comando de Popov.
Dois anos depois, foram derrotados por Tunguses e fugiram pelo mesmo rio. Alguns de seus companheiros, foram junto a ele, pelo leste até chegar no Rio Kolymá.
Em 1645, com seus homens já reduzidos a 12 e provavelmente (nada comprovado) com sua mulher Yakutina, chegaram ao assentamento de Srednekolymks (fundado um ano antes). Foi então que ouviram falar de um rio chamado Pogycha, localizado a leste e que fluía o Ártico e rico em minério de prata e marfim de morsa, com isto, Fedot organizou uma expedição para encontra-lo. Contudo, por ser um servo, e por isso, não ter direito de ordenar funcionários militares ou públicos a favor do Estado, chamou Semyon Dezhniov, que além de trabalhar para o governo, era conhecido por sua grande experiência.
Em junho de 1647, tentaram dar inicio a navegação, entretanto, com o gelo grosso vindo do Ártico, foram obrigados a abortar a missão. No ano seguinte, com 50 homens, tentaram novamente.  
Em Setembro (data não precisa), entraram na ponta do nordeste da Asia de encontro com o Oceano Pacifico, e foi onde encontraram os Chukis, ferindo boa parte da tropa. Um mês depois, com uma tempestade, os barcos de Fedot e Dezhniov se separaram e foi a partir disto que não se teve mais noticias precisas sobre ele.
O que se têm de informação, é que Fedot morreu de escorbuto e alguns de seus companheiros foram mortos pelo Koryak, e outros fugiram em pequenas embarcações até um destino desconhecido. 
Com isso, Dezhniov ficou conhecido por ser o primeiro europeu a chegar ao Estreito de Bering, dado que ele era o líder formal responsável pela tropa e foi quem deixou a maioria dos registros, porém foi Fedot quem organizou a expedição.

## A lenda  de Fedótov
Em 1697, Vladimir Atlashov chegou em Kamchatka e descobriu que outros russos haviam estado lá muito tempo antes. Os nativos disseram que um homem chamado “Fedótov” e seus homens moraram por um período no rio Nikul, um afluente do Rio Kamchatkae e que alguns se relacionaram e ate casaram com mulheres locais.
Entretanto estes russos foram atacados e fugiram alguns rumo ao oeste do mar de Ojotsk. Porém no final, todos foram assassinados por nativos.
Mas afinal quem era esse Fedótov? 
Algumas teorias foram faladas, mas nenhuma delas comprovadas. Entre elas são:
- Stepán Krashenínnikov, naturalista, explorador e geógrafo russo pensou que era o próprio Fedot e tentou reconciliar isso com a historia da mulher Yakuta.
- É possível que ele tenha sido um dos homens perdidos nas batalhas de Dezhniov, não necessariamente nesta mesma expedição.
- Único russo que não apareceu nos registros de sobreviventes.

O que pode ser garantido é que alguns russos, por mais que não tenha registros certos de quais foram, chegaram ao Kamchatka no século XVII e acabaram morrendo lá mesmo.